# Shelina Zadorsky
Shelina Zadorsky, née le 24 octobre 1992 à London dans l'Ontario, est une joueuse de soccer internationale canadienne. Elle a remporté avec l'équipe du Canada la médaille de bronze du tournoi féminin des Jeux olympiques d'été de 2016 au Brésil et la médaille d'or du tournoi féminin des Jeux olympiques d'été 2020 à Tokyo
Elle évolue comme défenseur de l'équipe de West Ham United FC.

## Carrière
Shelina Zadorsky joue successivement dans les équipes suivantes : Perth Glory FC W-League, Vittsjö GIK, Washington Spirit, Orlando Pride et Tottenham Hotspur Women, elle est la capitaine de cette équipe
Elle est sélectionnée notamment en équipe du Canada féminine de soccer des moins de 20 ans et débute en équipe du Canada féminine de soccer en 2015.
Le 3 janvier 2024, elle est prêtée à West Ham United et y est définitivement transféré en août de la même année.

## Palmarès
Club
- 2014 : finaliste de la W-League avec Perth Glory

International
- 2012 : finaliste du Championnat CONCACAF U-20 Féminin
- 2016 : médaille de bronze du tournoi féminin de football aux Jeux olympiques d'été de 2016
- Médaille d'or aux Jeux olympiques de Tokyo 2020.